# A Modorra
A Modorra es un lugar del municipio de Bóveda, en la provincia de Lugo, España. Pertenece a la parroquia de Teilán.
Se encuentra a 402 metros de altitud, al sureste de A Ribeira. En 2022 tenía una población de 1 habitante, 1 hombre y 0 mujeres, siendo el lugar más poblado de la parroquia de Teilán.